# Wijdefjorden

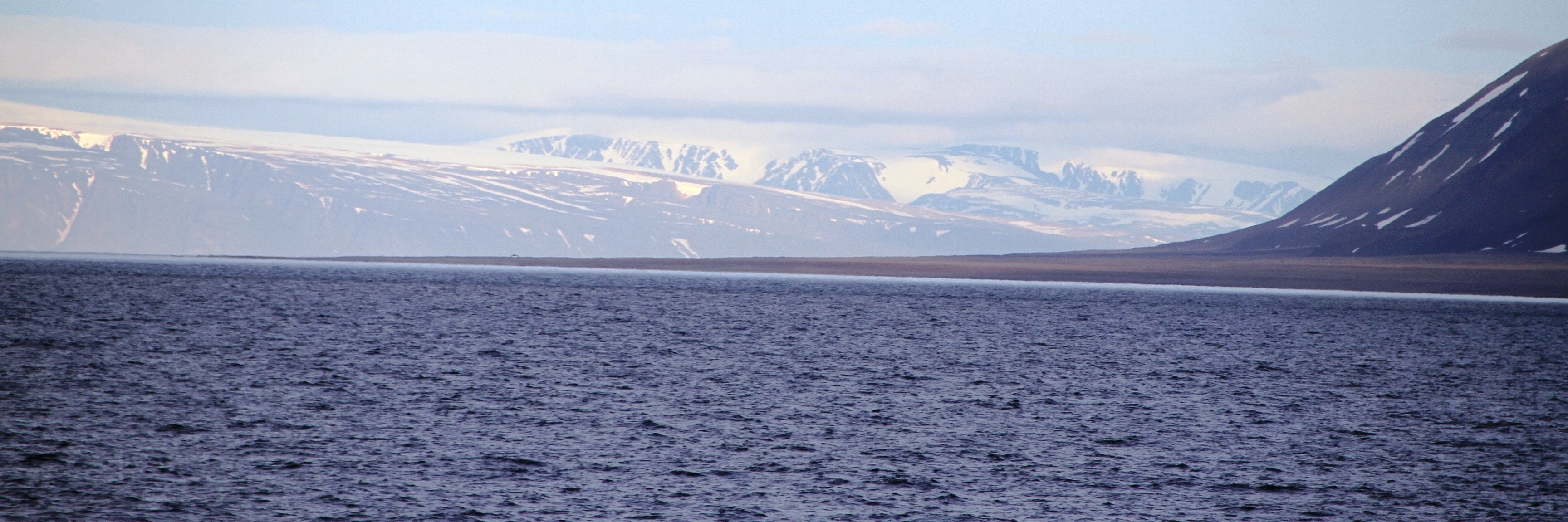
Wijdefjorden sedd från Andrée Land österut mot Margaretas Land

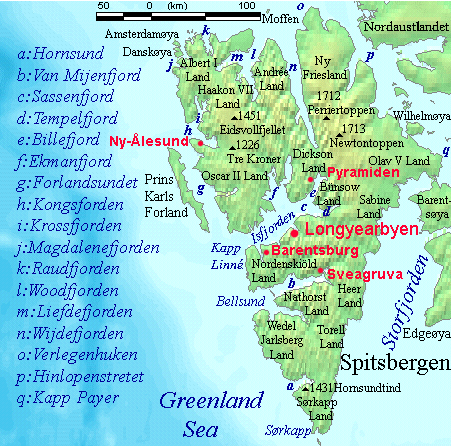
Wijdefjorden är markerat med ett n på kartan.

Wijdefjorden är en fjord på norra Spetsbergen, Svalbard. Fjorden är 108 kilometer lång och är ögruppens längsta.